# Kirche Sommerfeld

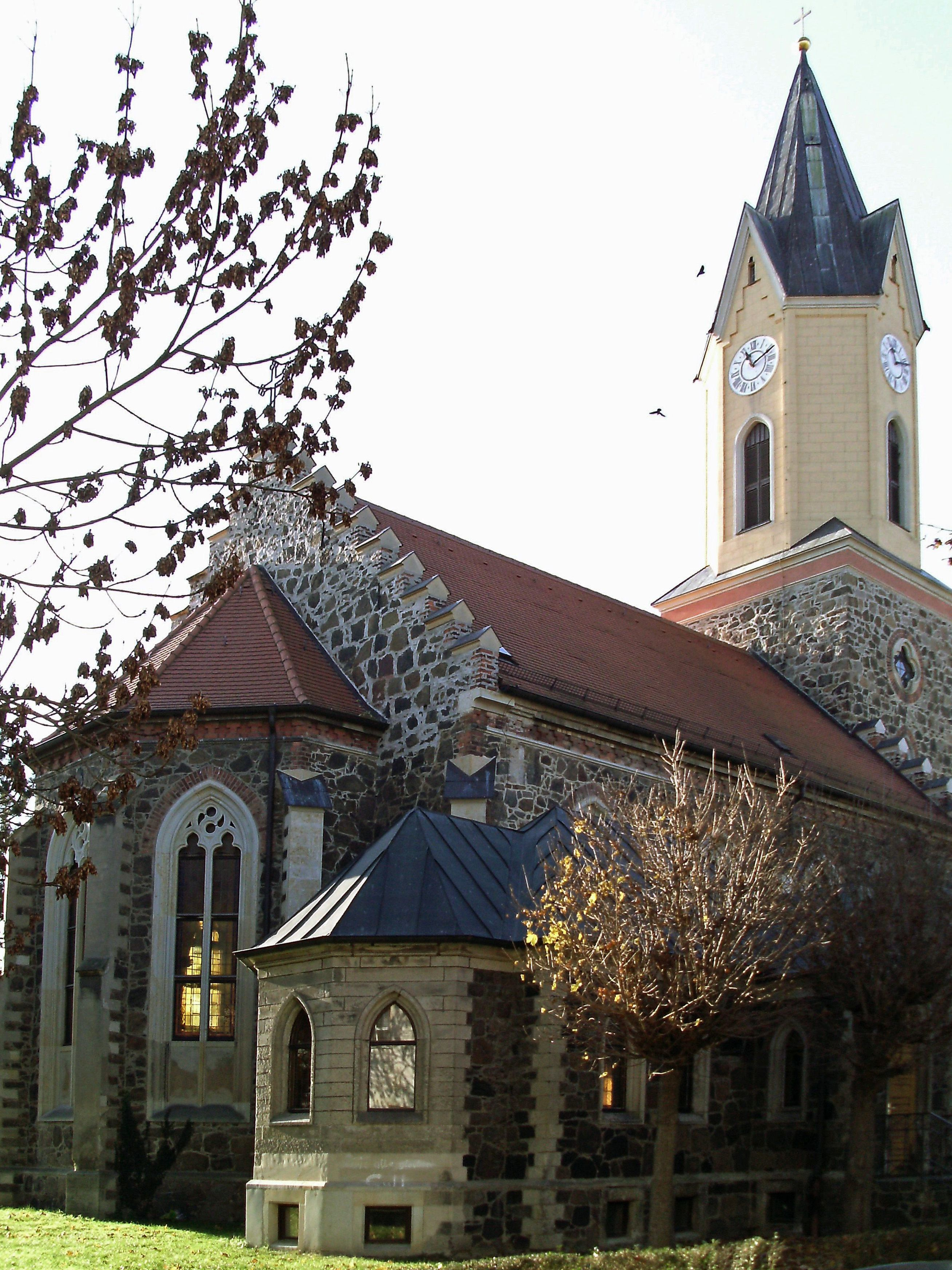
Kirche Sommerfeld, Ostseite

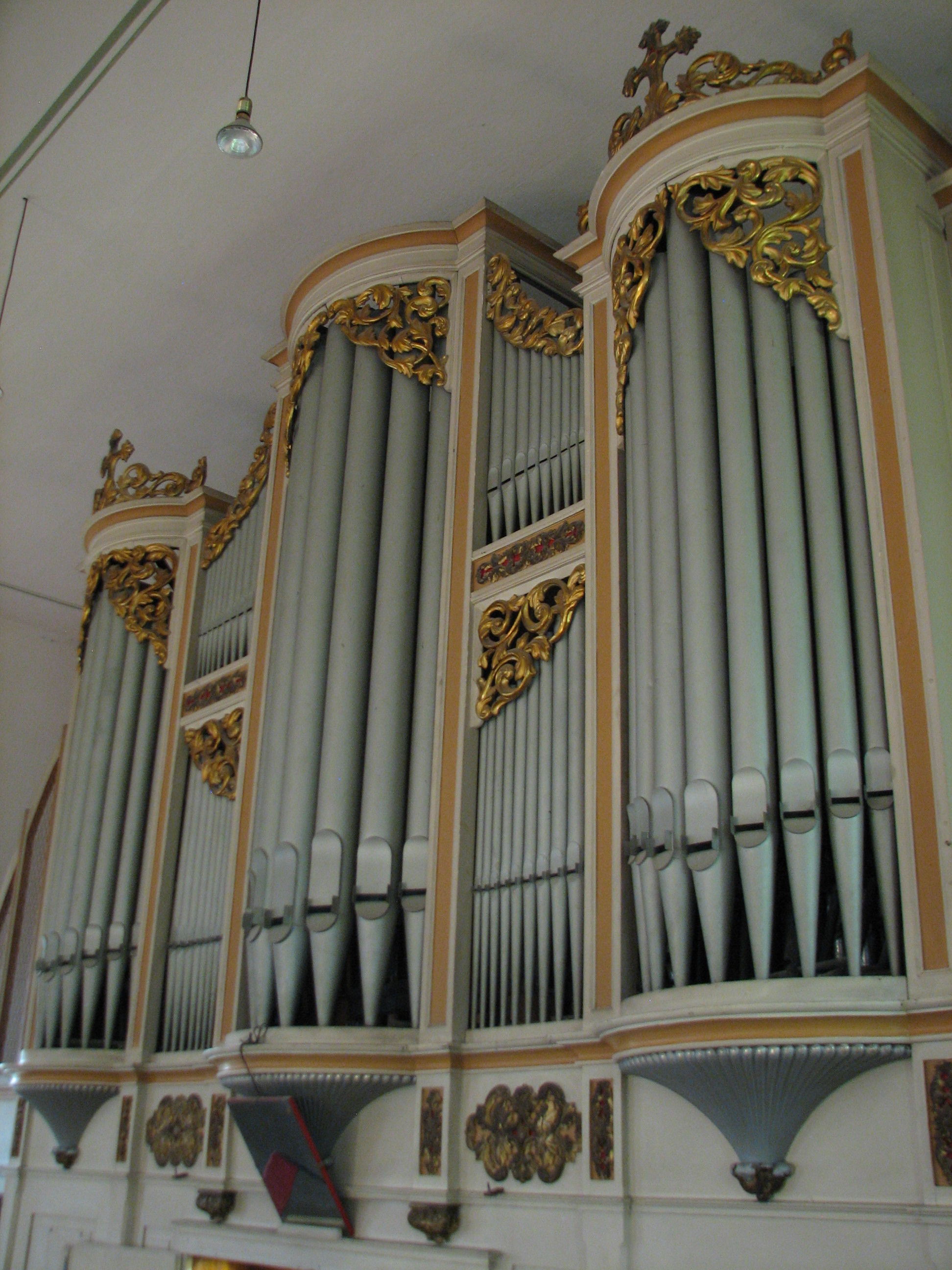
Orgelprospekt der Kirche Sommerfeld (Ausschnitt)

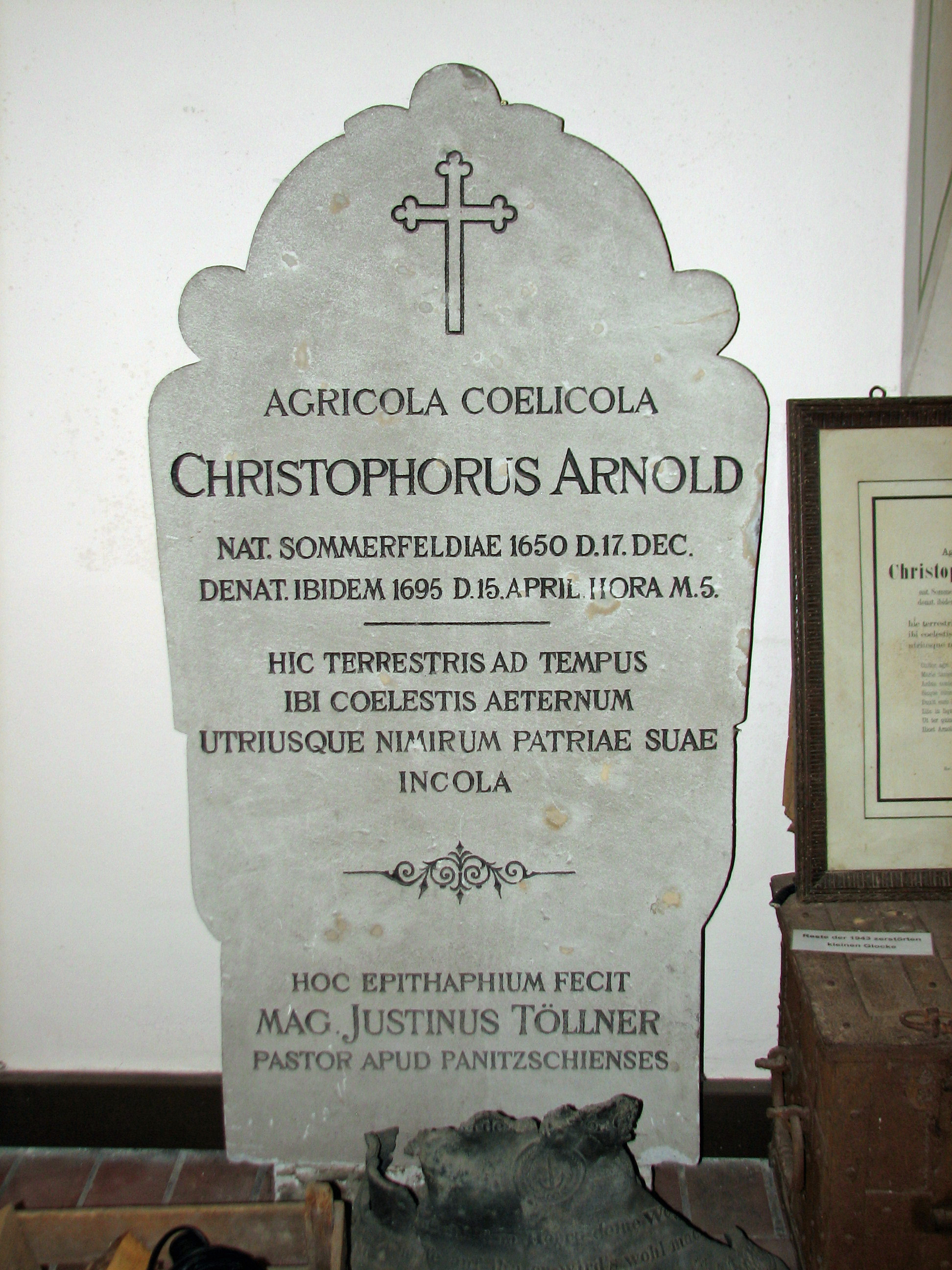
Epitaph von Pfarrer Justinus Töllner (1656–1718) für Astronom Christoph Arnold: „Hier Erdenbürger auf Zeit - Dort Himmelsbewohner in Ewigkeit – Starb er ein Bürger in beiderlei Reich“.

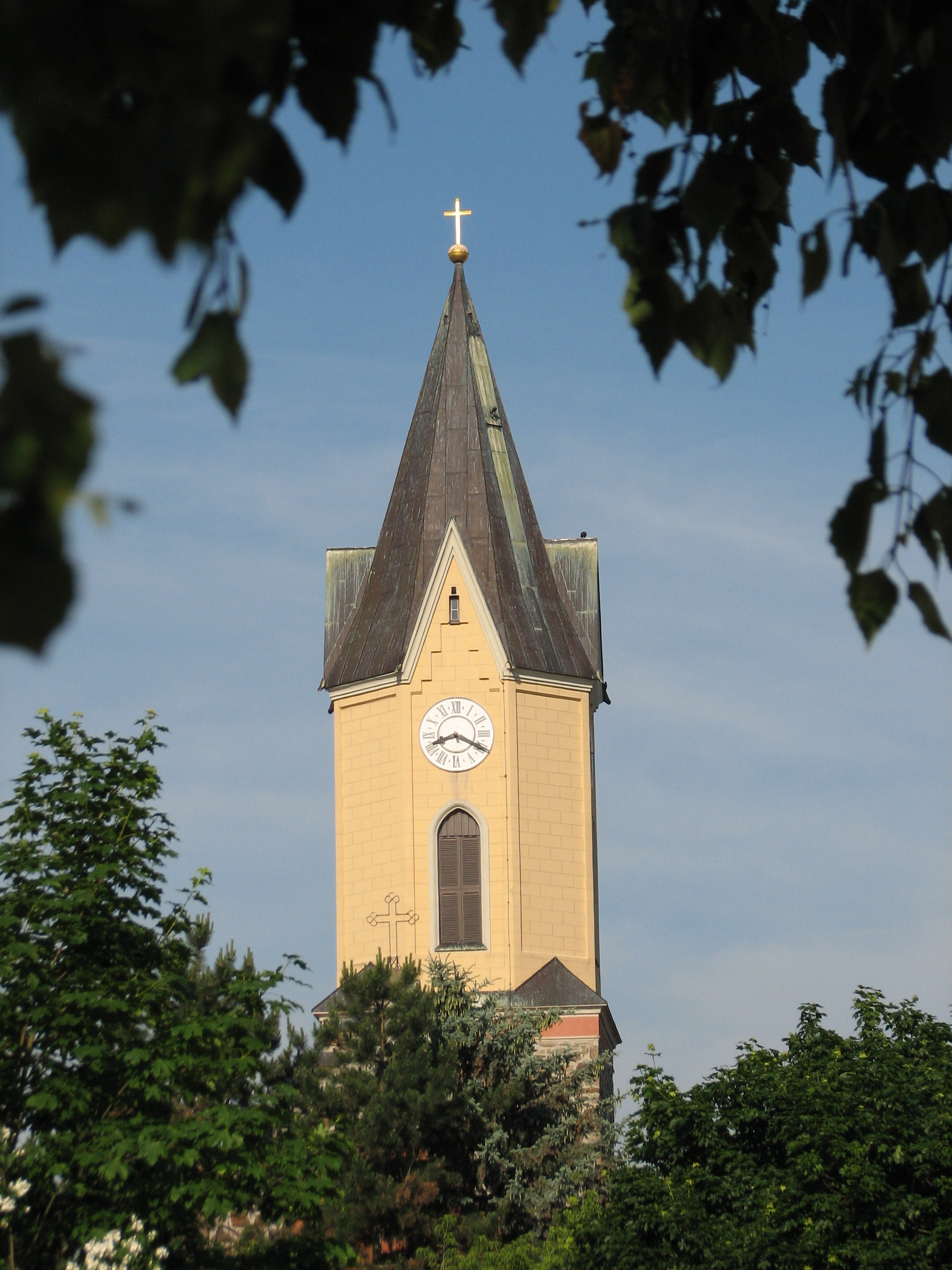
Naturgerahmt: Der Kirchturm zu Sommerfeld

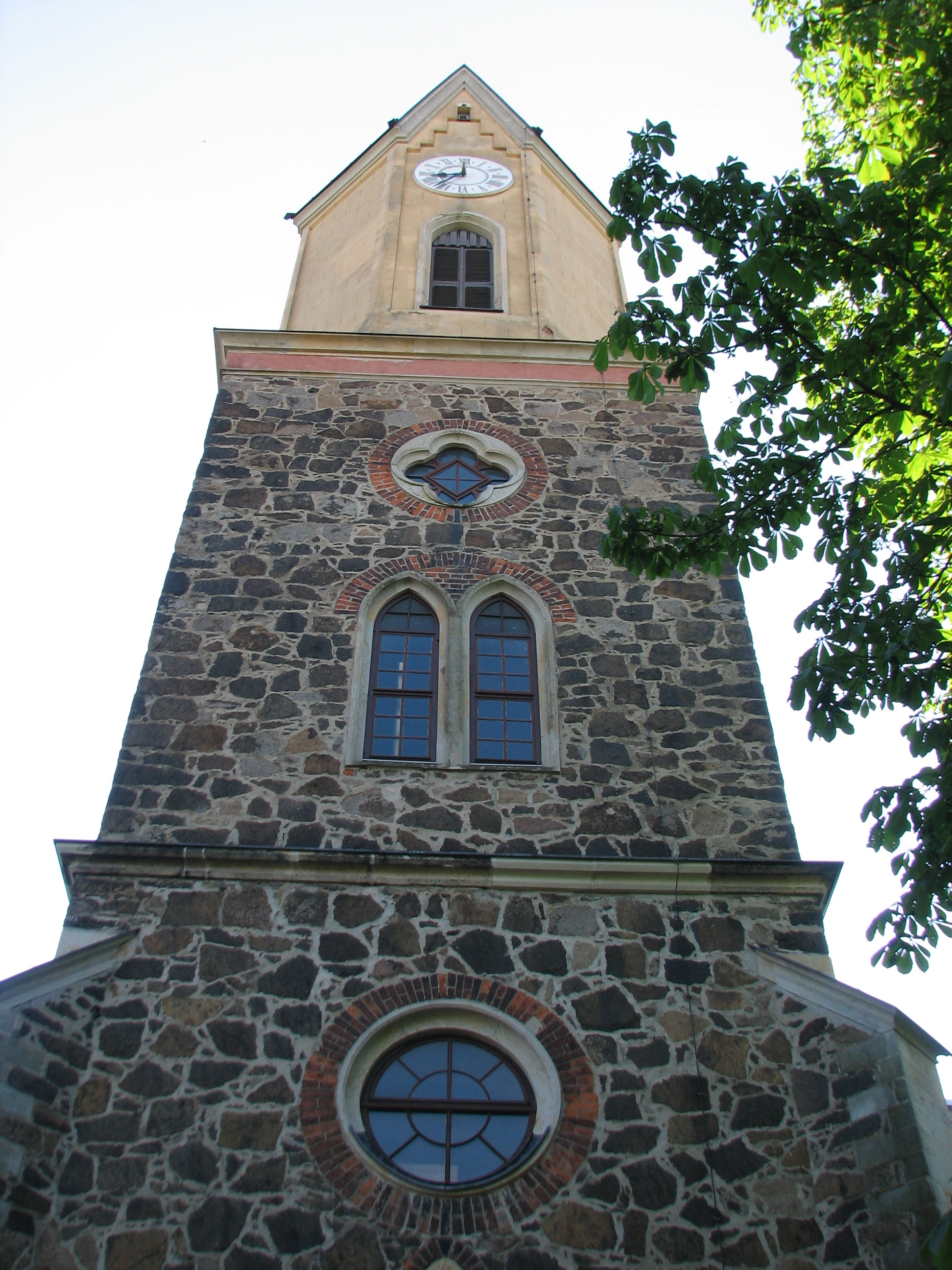
Zyklopenmauerwerk am Kirchturm

Kirche von Sommerfeld, vor 1858

Die Kirche Sommerfeld  ist ein Kirchengebäude der Evangelisch-Lutherischen Landeskirche Sachsens in Sommerfeld, seit 1923 zu Engelsdorf gehörend, und seit Engelsdorfs Eingemeindung 1999 im gleichnamigen Stadtteil von Leipzig am östlichen Stadtrand.

## Entwicklung
Die Kirche zu Sommerfeld ging 1391 vom Kreuzkloster Meißen an die Thomaskirche Leipzig über, 1858 wurde sie eine Filialkirche der Kirche Panitzsch.
Im Jahr 1859 entstand – nach dem Abriss der bisherigen romanischen Chorturmkirche – ein neugotisches Kirchengebäude nach Plänen von Architekt Johann Ernst Wilhelm Zocher. Man verbaute Beuchaer Granit (Quarzporphyr) zu Zyklopenmauerwerk. Das zunächst schlichte Gotteshaus wurde zwischen 1901 und 1905 von dem Leipziger Architekten Julius Zeißig und dem Maler Richard Schulz erneuert und kunstvoll ausgestaltet. In dieser Zeit wurden auch die Treppentürme am Kirchturm angebaut.
Beim Bombenangriff auf Leipzig am 20. Oktober 1943 wurde auch die Kirche Sommerfeld schwer getroffen und brannte aus. Auf der erhalten gebliebenen Umfassungsmauer setzte man unter Leitung des Sommerfelder Architekten Karl Baum einen neuen Dachstuhl auf; der Turm erhielt ein Notdach. Mit finanzieller Unterstützung des Lutherischen Weltbundes und Geld- und Materialspenden der Dorfbewohner wurde sie ab 1952 wieder aufgebaut. Dabei wurde auf die Seitenemporen verzichtet – stattdessen erhielt die Kirche an der Westseite eine breite Empore, auf der die Orgel ihren Platz fand. Die Wiedereinweihung mit Landesbischof Gottfried Noth ist am 4. Oktober 1953 gewesen. Im Jahr 1994 wurde die Fassade saniert und eine neue, höhere Turmspitze aufgesetzt.
Im Jahr 2008 wurde das Jubiläum „150 Jahre Kirche Sommerfeld“ vielfältig gefeiert. So wurde etwa mit der Ausstellung „150 Jahre Kirche zu Sommerfeld“ auf zwölf großen Bannern die wechselvolle Geschichte der Kirche gezeigt.

## Kirchgemeinde
Die Kirche Engelsdorf, die Kirche Sommerfeld und die Kirche Hirschfeld bilden die Evangelisch-Lutherische Kirchgemeinde Engelsdorf-Sommerfeld-Hirschfeld, deren Pfarrer bis 31. Oktober 2018 Johannes Ulbricht aus Sommerfeld gewesen ist.
Pfarrer
- 1681: Salomon, Sigismund
- 1863: 1868 Clemen, Christian *August Julius
- 1868: Kritz, Paul Wilhelm
- 1896: Wirth, Karl *Hermann
- 1912: Trepte, *Johannes Paul Emil
- 1935: Märkel, Johannes
- 1953: Paul, Johannes[11]
- 1969: Wilfried Lippold
- 1999: Johannes Ulbricht[12]
- 2019: Reinhard Junghans (Vakanzvertreter)[13]
- 2020: Christian Wedow (Vakanzvertreter)[14]

## Orgel
Die Orgel schuf für 1.598 Taler im Jahr 1861 Urban Kreutzbach (1796–1868) aus Borna. Beim Bombenangriff am 20. Oktober 1943 wurde diese Orgel vollständig zerstört.
Die Kirchgemeinde Sommerfeld erhielt 1957 eine Orgel, die Urban Kreutzbach 1861 für die St. Kilianskirche in Bad Lausick geschaffen hatte. Den Umzug bewerkstelligte die Firma Lahmann aus Leipzig; man musste jedoch beim Einbau aus Platzgründen auf fünf Register verzichten.
Im Jahre 1989 nahmen die Orgelbauer Rietzsch und Balzer der Bauabteilung des Kirchenbezirkes Rochlitz/Wurzen eine Generalreparatur vor. Dazu wurden 100 Pfeifen aus der alten Zwenkauer Urban-Kreutzbach-Orgel eingebaut. Die Gesamtkosten beliefen sich damals auf 14.279,91 DDR-Mark.
Die Orgel mit 25 (11-8-6) Registern, zwei Manualen und Pedal hat gegenwärtig (Stand 2018) folgende Disposition:
| I Hauptwerk C–e3 |                |     |
| 1.               | Bordun         | 16′ |
| 2.               | Prinzipal      | 8′  |
| 3.               | Rohrflöte      | 8′  |
| 4.               | Viola di Gamba | 8′  |
| 5.               | Octave         | 4′  |
| 6.               | Gedackt        | 4′  |
| 7.               | Quinte         | 3'  |
| 8.               | Octave         | 2′  |
| 9.               | Cornett III-IV |     |
| 10.              | Mixtur IV      |     |
| 11.              | Trompete       | 8′  |

| II Hinterwerk C–e3 |            |    |
| 12.                | Gedackt    | 8′ |
| 13.                | Flauto     | 8′ |
| 14.                | Salicional | 8′ |
| 15.                | Principal  | 4′ |
| 16.                | Gemshorn   | 4′ |
| 17.                | Nasat      | 3′ |
| 18.                | Waldflöte  | 2′ |
| 19.                | Mixtur III |    |

| Pedal C–e1 |               |     |
| 20.        | Violonbass    | 16′ |
| 21.        | Subbass       | 16′ |
| 22.        | Principalbass | 8′  |
| 23.        | Gedacktbass   | 8′  |
| 24.        | Choralbass    | 4′  |
| 25.        | Posaunenbass  | 16′ |

- Koppeln: Manualkoppel, Pedalkoppel

Im September 2021 wurden die Restaurierung und der Umbau der Orgel von der Orgelbaufirma Frank Peiter vollendet, die Kosten betrugen rund 97.000 Euro. Die Wiedereinweihung der Orgel fand am 12. September 2021 innerhalb der Orgelfahrt durch das Alesius-Kirchspiel am Tag des Offenen Denkmals statt.

## Bilder

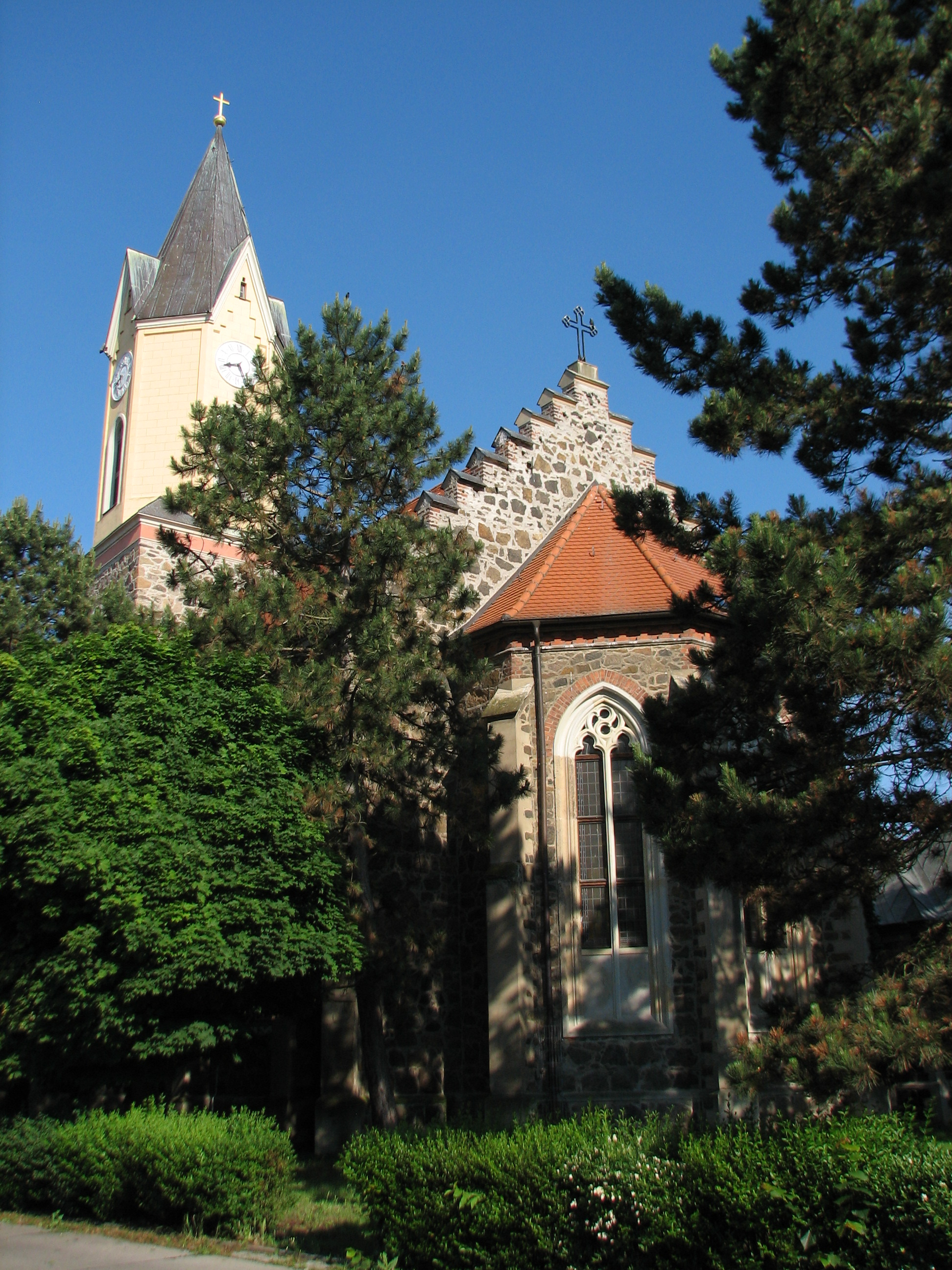
Christus-Kreuze auf Turmspitze und Kirchenschiff
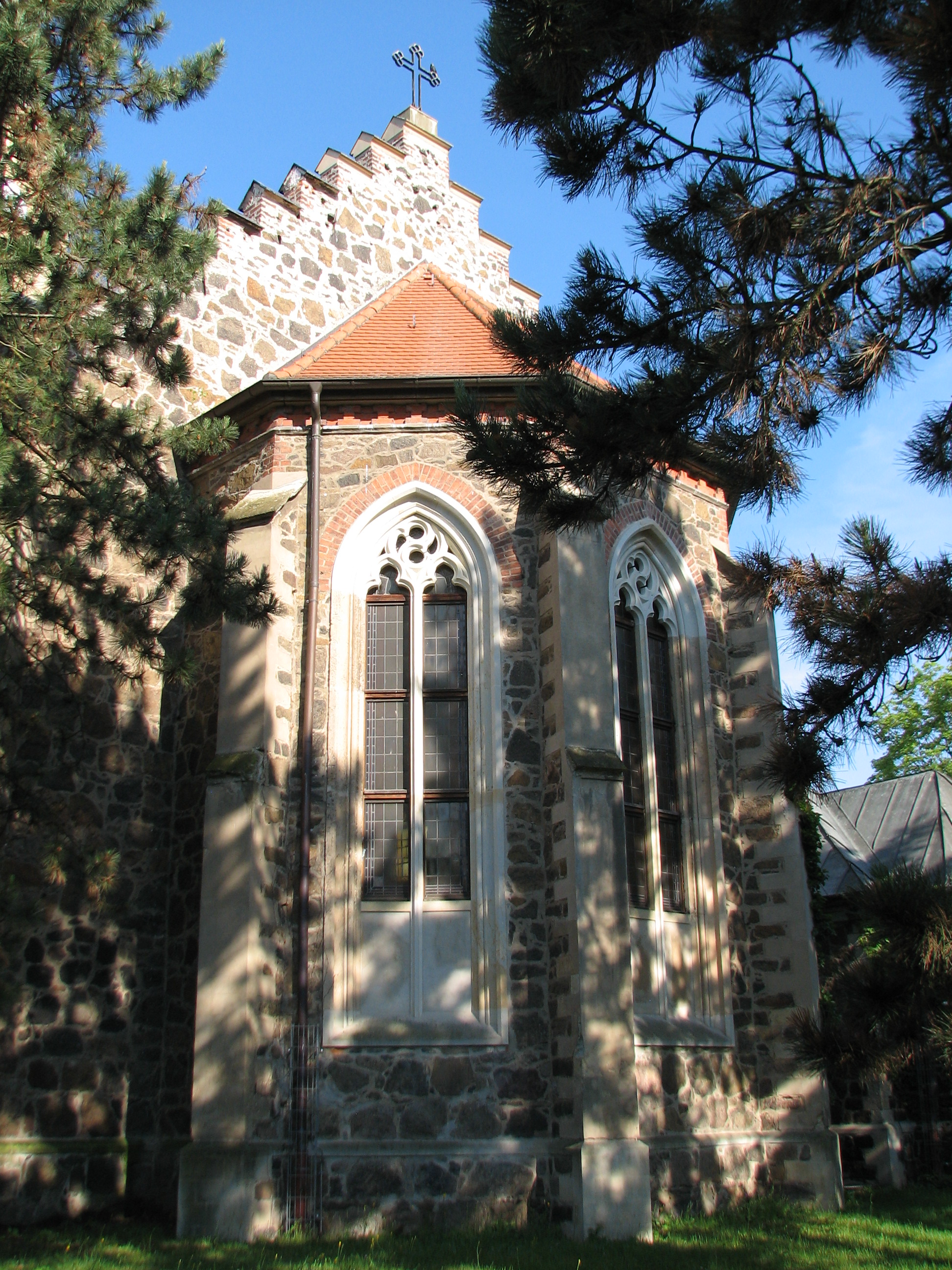
Apsis
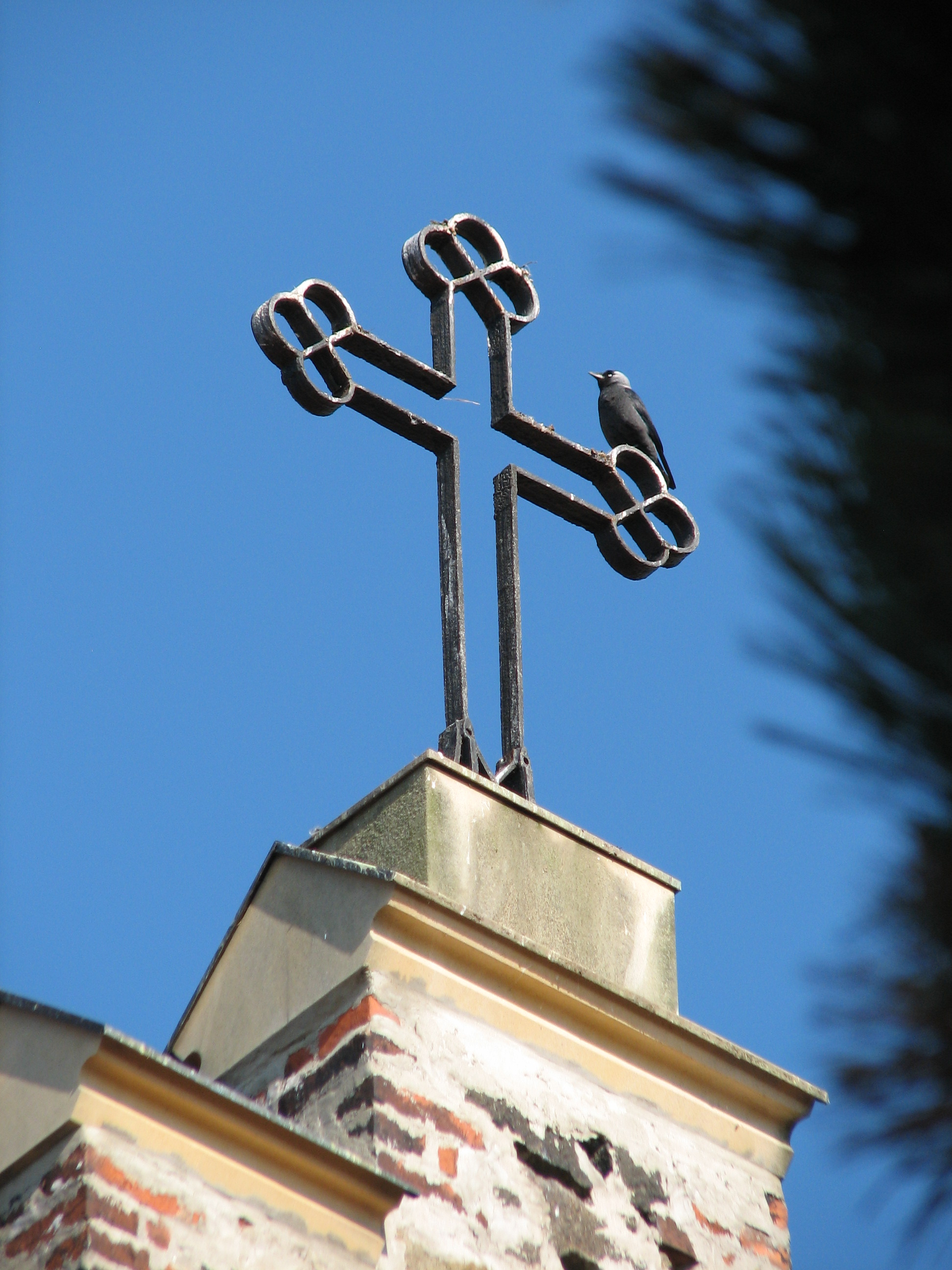
Kreuz mit Kurzzeit-Besucher
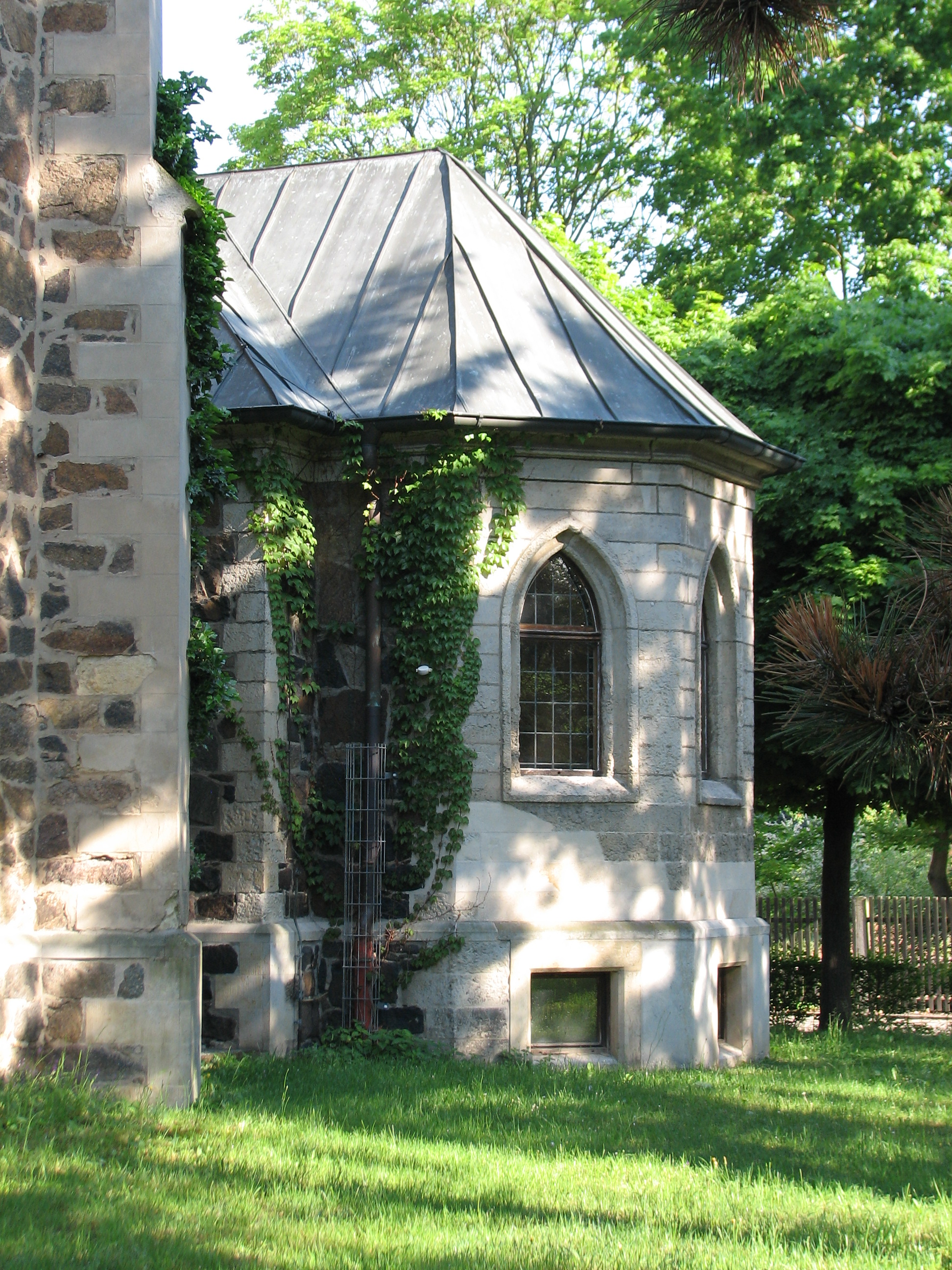
Kapelle
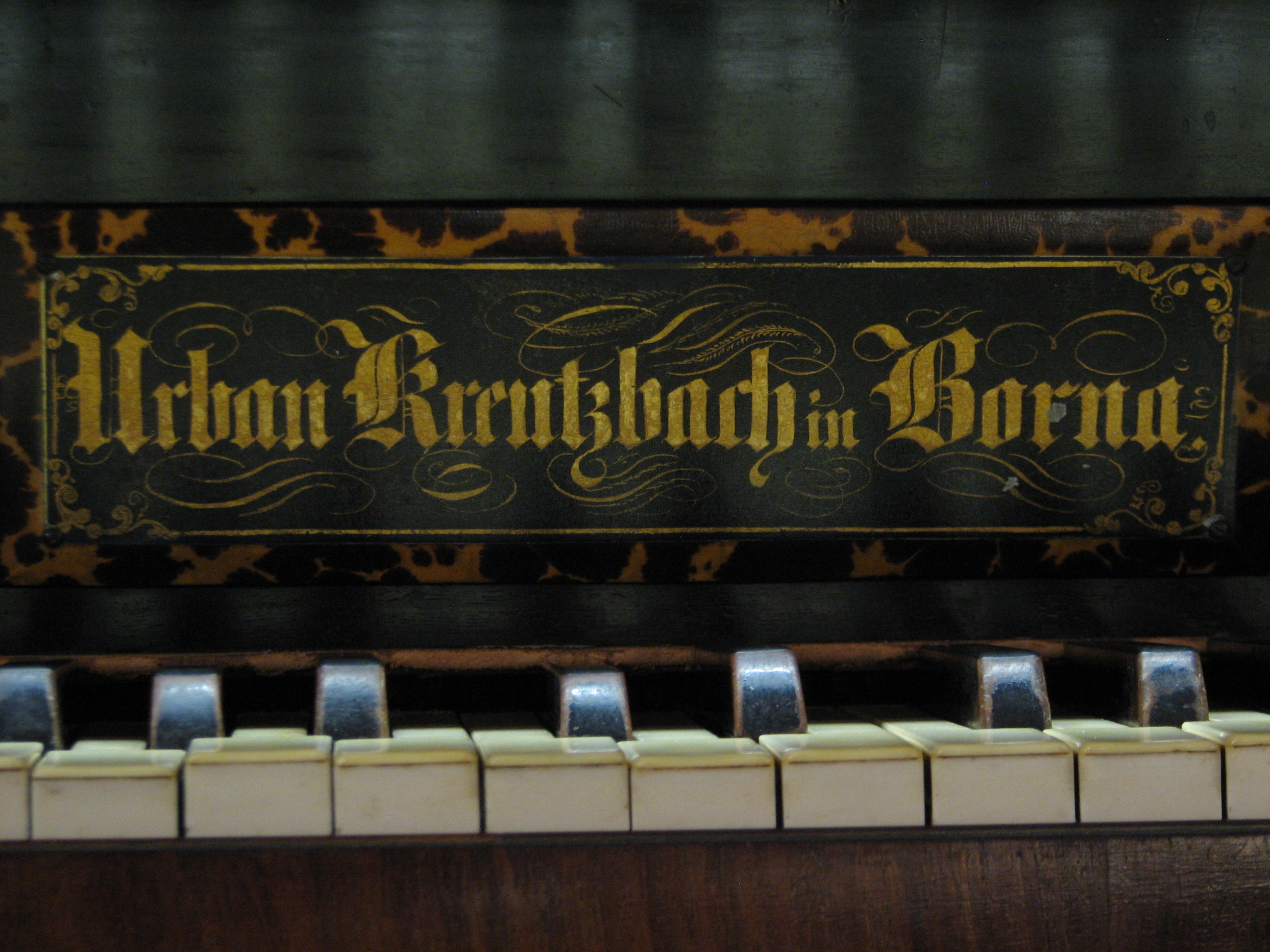
Urban-Kreutzbach-Firmenschild am Orgel-Spieltisch
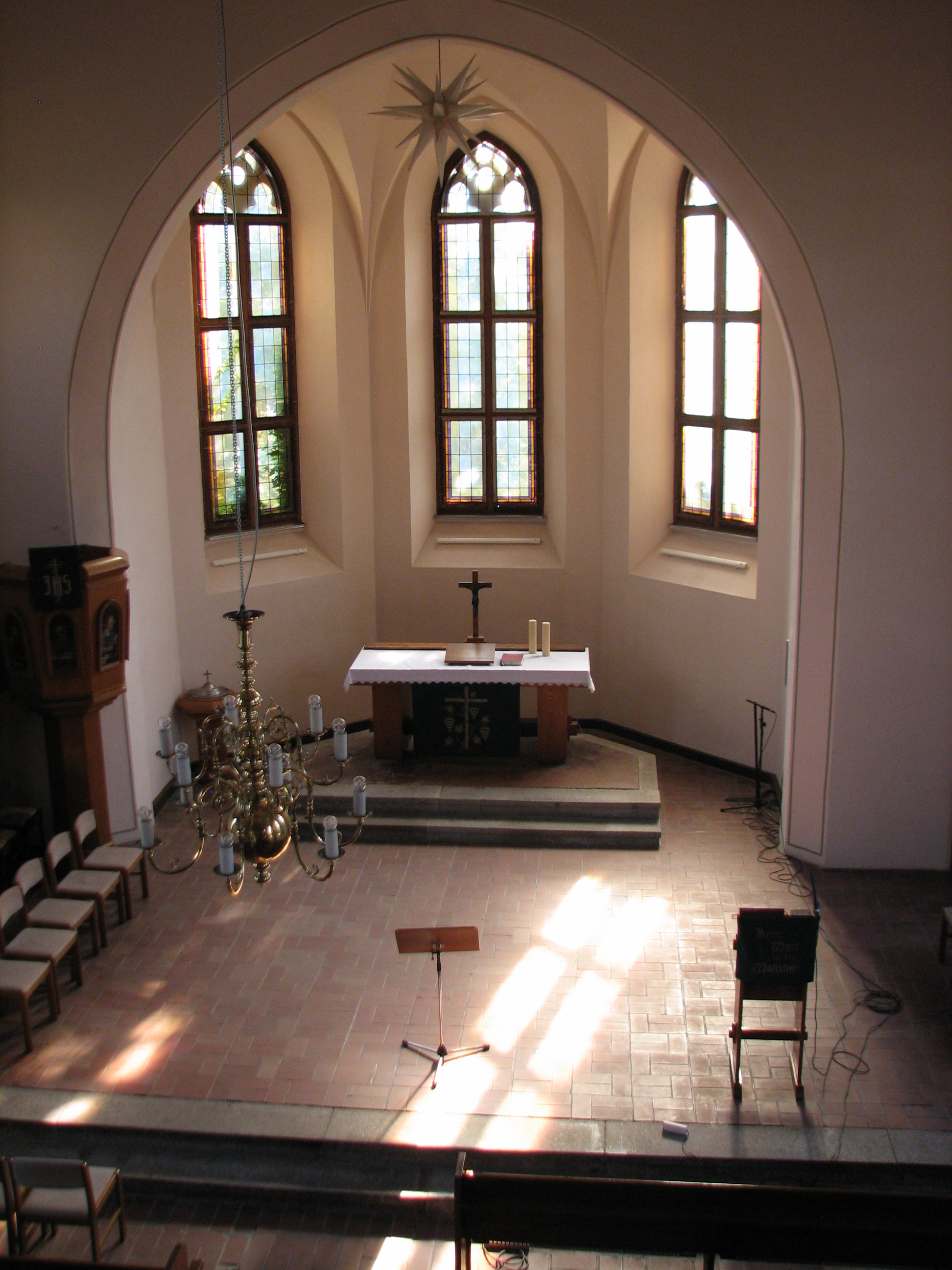
Blick von Orgelempore zum Altar
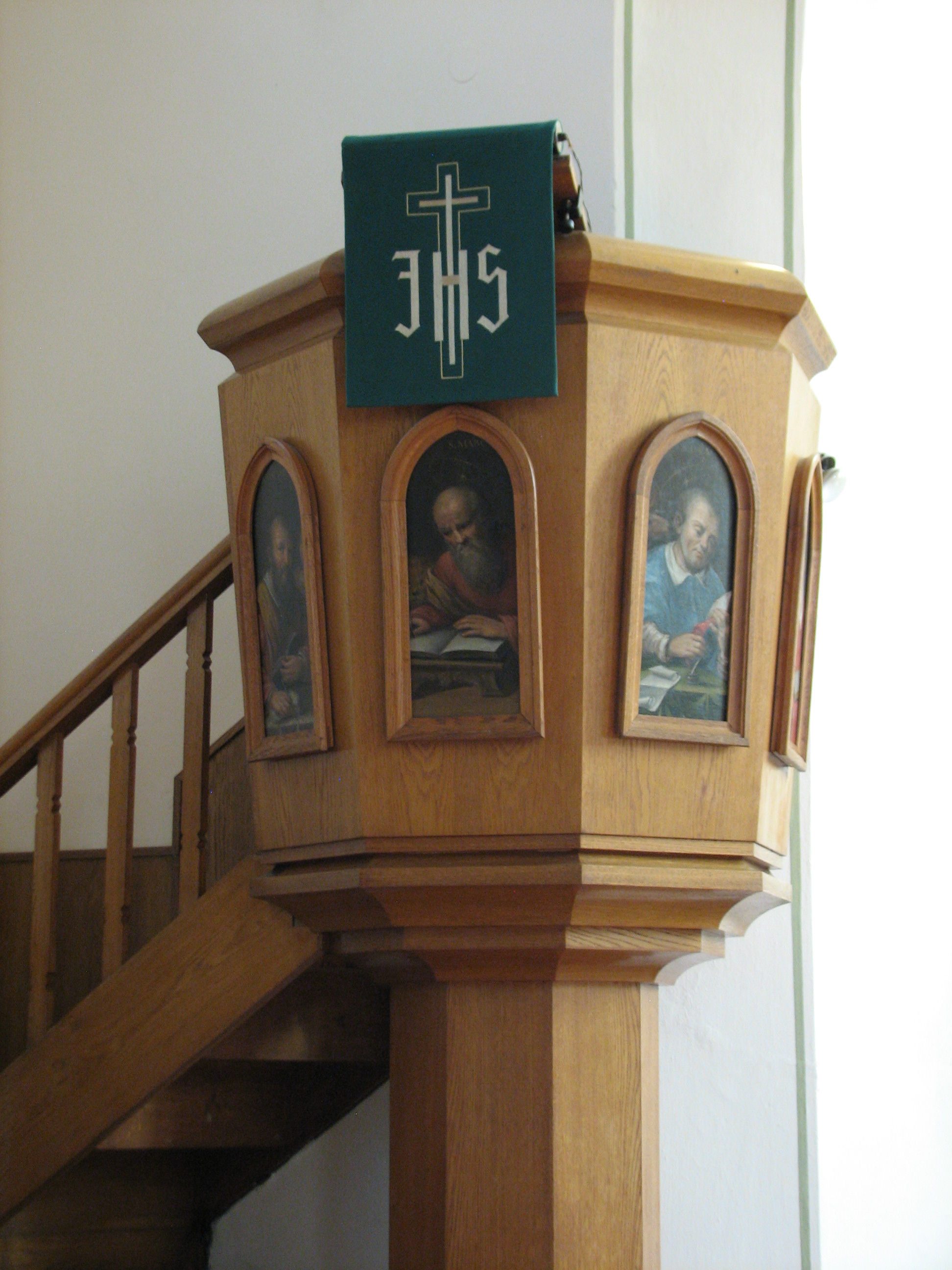
Die Kanzel
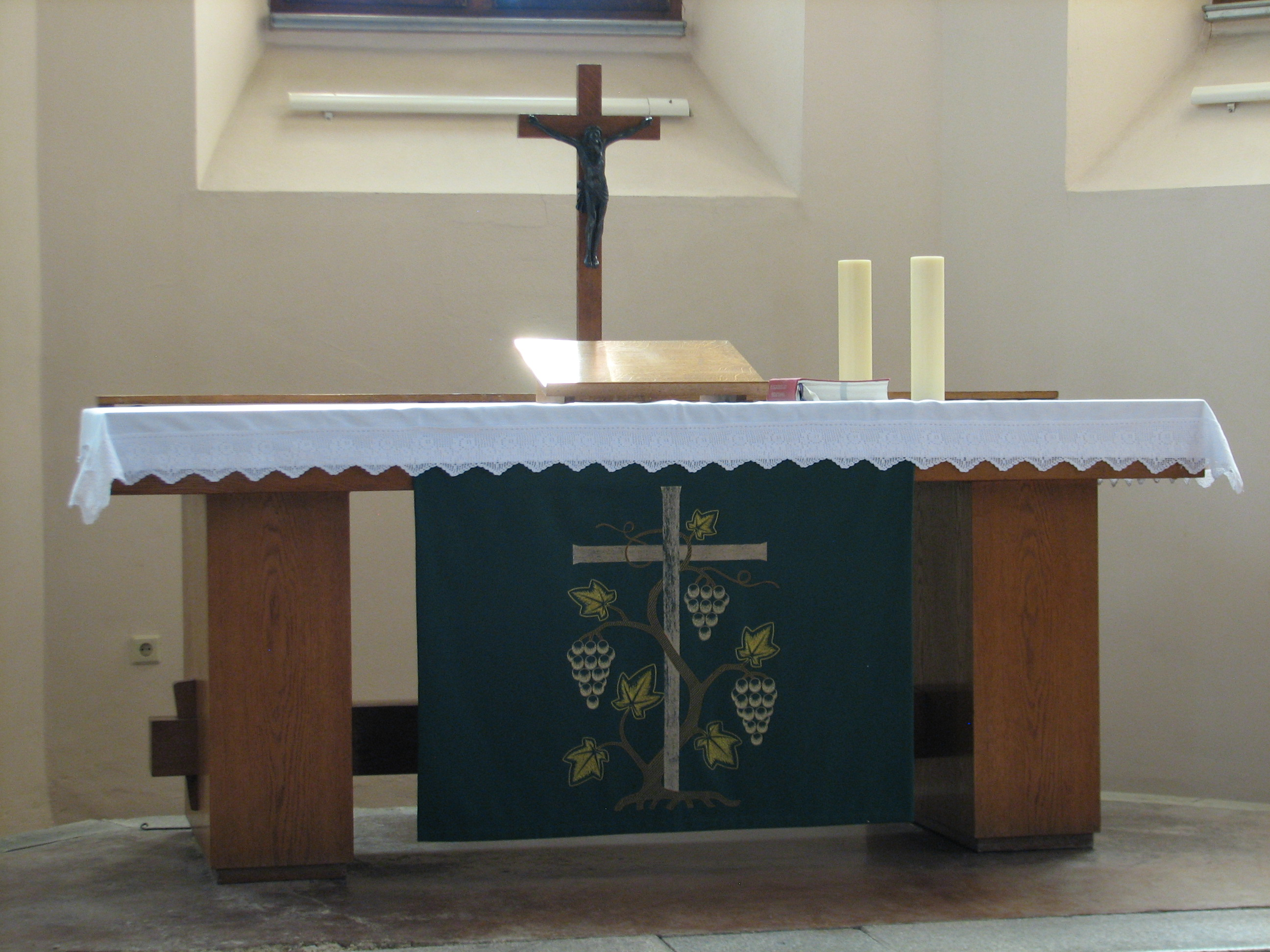
Der Altar

## Glocken
Das Geläut besteht aus drei Glocken: eine Glocke aus dem Jahr 1918 aus Gussstahl mit dem Ton gis1 - 2, gegossen von J. F. Weule ursprünglich für die Kirche in Niederbobritzsch, sowie zwei Eisenhartguss-Glocken mit den Tönen h1 + 2 aus dem Jahr 1920 und d2 - 1 aus dem Jahr 1921, gegossen von Ulrich & Weule.